# إتش تي سي ديزاير 610
إتش تي سي ديزاير 610 (بالإنجليزية: HTC Desire 610)‏ هو هاتف ذكي من إتش تي سي ضمن سلسلة ديزاير يعمل بنظام أندرويد تم الكشف عنه في فبراير 2014 في ملتقى عالم الهاتف النقال، تم طرحه في الأسواق في مايو 2014.

## الخصائص
- نظام التشغيل: أندرويد
- الكاميرا الأمامية: 1.3 ميجابكسل
- الكاميرا الخلفية: 8 ميجابكسل
- المعالج: 1.2 جيجا هرتز رباعي النواة
- الذاكرة: 1 جيجابايت
- التخزين: 8 جيجابايت